# Johann Jakob Wehrli

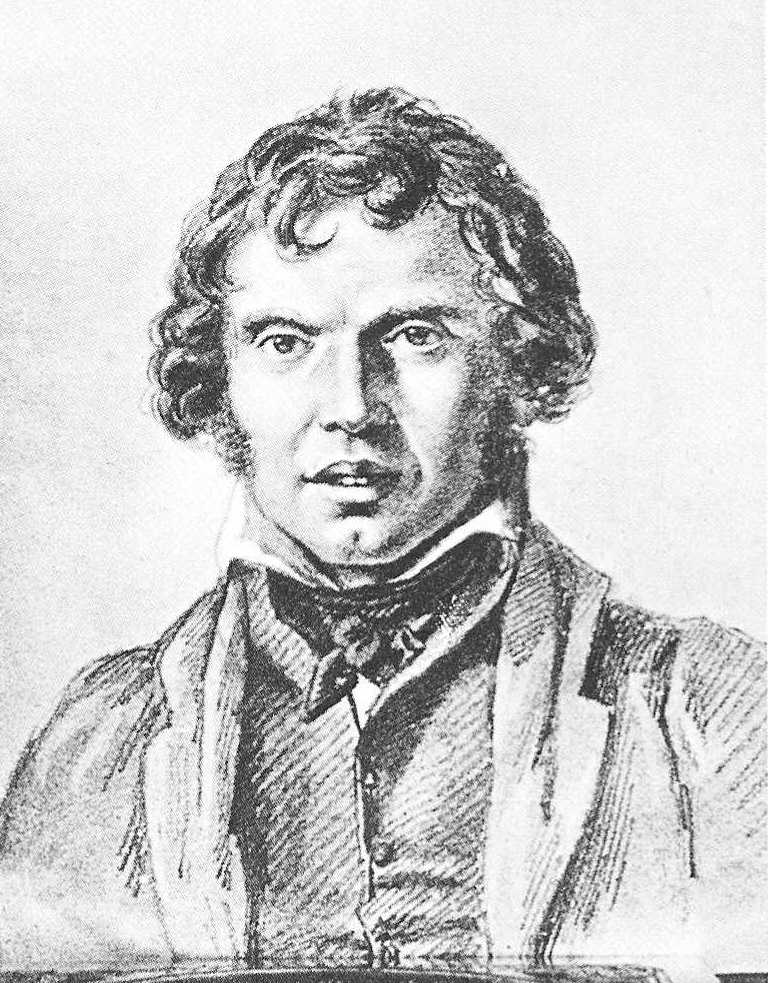
Wehrli 1826

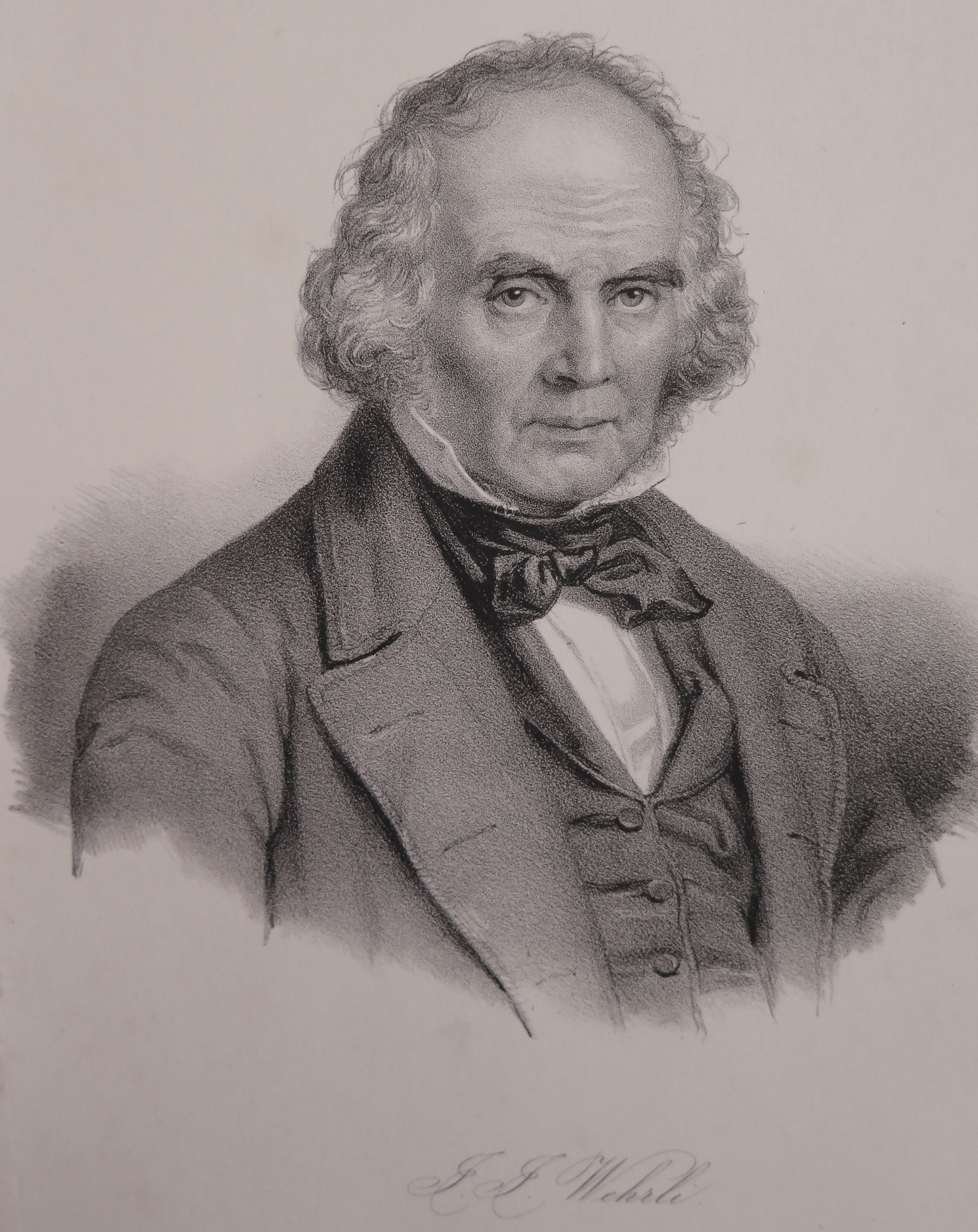
Johann Jakob Wehrli

Johann Jakob Wehrli (* 6. November 1790 in Eschikofen, TG; † 15. März 1855 in Andwil TG) war ein Schweizer Pädagoge.
Johann Jacobs Vater war Schulmeister in Eschikofen. Auf Empfehlung seines Vaters kam er nach Hofwil, wo er unter Philipp Emanuel von Fellenberg die 1804 gegründete Armenschule leitete, die Unterricht mit Handarbeit verband. Nach ihm wurden die landwirtschaftlichen Wehrli-Schulen benannt. Wehrli arbeitete, ass und schlief gemeinsam mit seinen Zöglingen.
1833 wählte ihn der Thurgauer Regierungsrat zum ersten Direktor des Lehrerseminars, das bis 1850 in der Seeburg in Kreuzlingen untergebracht war. Als 1852 Thomas Scherr Präsident des Erziehungsrates wurde, trat Wehrli wegen unterschiedlicher Auffassungen in der Lehrerausbildung zurück und eröffnete in Andwil eine Privatschule.